# Lohmann (Familienname)
Lohmann ist ein deutscher Familienname.

## Herkunft und Bedeutung
Der Name Lohmann geht auf Lo(c)h ('Hain, Wald') + -mann ('Mann, Mensch'), also „der am/im Wald wohnt“, zurück. Lohmann ist damit einer der vielen Familiennamen, die auf die Wohnstätte einer Familie zurückgehen. Andere europäische Familiennamen mit dieser Bedeutung sind z. B. englisch Wood oder französisch Dubois.

## Varianten
- Lochmann
- Looman

## Namensträger

### A
- Adolf Lohmann (Manager) (1892–1962), deutscher Bergbaumanager
- Adolf Lohmann (Komponist) (1907–1983), deutscher Komponist und Musikpädagoge
- Adolf W. Lohmann (1926–2013), deutscher Physiker
- Albert Lohmann (1899–1957), deutscher Redakteur und Politiker (SPD)
- Alexander Lohmann (* 1968), deutscher Autor
- Alfred Lohmann (1870–1919), deutscher Kaufmann
- August Lohmann (1828–1904), deutscher Fabrikant

### B
- Bernhard Lohmann (1830–1886), deutscher evangelisch-lutherischer Militärgeistlicher und Konsistorialrat

### C
- Christina Lohmann (1798–1860), deutsche Frau, siehe Apfelsorte Stina Lohmann
- Chris P. Lohmann (1963–2021), deutscher Augenarzt

### D
- Daniel Lohmann, deutscher Architekt, Bauhistoriker, Denkmalpfleger und Hochschullehrer
- Dieter Lohmann (Mediziner) (1927–2023), deutscher Internist und Hochschullehrer
- Dieter Lohmann (Altphilologe) (* 1938), deutscher Klassischer Philologe
- Dietrich Lohmann (1943–1997), deutscher Kameramann

### E
- Elisa Lohmann (* 1998), deutsche Volleyballspielerin
- Elisabeth Weisser-Lohmann, deutsche Hochschullehrerin, Professorin für Philosophie
- Else Lohmann (1897–1984), deutsche Malerin
- Ernst Lohmann (Pfarrer) (1860–1936), deutscher Geistlicher
- Ernst Lohmann (Verwaltungsjurist) (1863–1941), deutscher Verwaltungsjurist
- Eva Lohmann (* 1981), deutsche Autorin

### F
- Franziska Martienssen-Lohmann (1887–1971), deutsche Gesangspädagogin
- Fred von Lohmann, US-amerikanischer Anwalt
- Friederike Lohmann (Johanne Friederike Lohmann; 1749–1811), deutsche Schriftstellerin
- Friedrich Lohmann (Unternehmer, 1755) (Johann Friedrich Lohmann der Ältere; 1755–1824), deutscher Stahlfabrikant
- Friedrich Lohmann (Unternehmer, 1783) (Johann Friedrich Lohmann der Jüngere; 1783–1837), deutscher Stahlfabrikant
- Friedrich Lohmann (Unternehmer, 1810) (1810–1893), deutscher Stahlfabrikant
- Friedrich Lohmann (Unternehmer, IV) († nach 1906), deutscher Stahlfabrikant
- Friedrich Lohmann (Anwalt) (1869–1956), deutscher Jurist und Syndikusanwalt
- Friedrich Lohmann (Pilot) (1892–1969), deutscher Kaufmann und Pilot
- Friedrich Lohmann (Richter) (1929–2009), deutscher Jurist und Richter
- Friedrich Lohmann (Theologe) (* 1964), deutscher evangelischer Theologe
- Friedrich Wilhelm Lohmann (1875–1952), deutscher Historiker und Theologe
- Fritz Lohmann (1906–2004), deutscher katholischer Geistlicher und Theologe

### G
- Georg Lohmann (1948–2021), deutscher Philosoph
- George Lohmann (1865–1901), englischer Cricketspieler
- Gerrit Lohmann (* 1965), deutscher Physiker und Klimaforscher
- Götz-Peter Lohmann (* 1942), deutscher Politiker (SPD), MdB
- Günther Lohmann (1895–1978), deutscher General
- Gustav Lohmann (Kirchenlieddichter) (1876–1967), deutscher evangelischer Pfarrer und Kirchenliederdichter
- Gustav Lohmann (Germanist) (1906–1996), deutscher Germanist und Jean-Paul-Forscher

### H
- Hanns Lohmann (* 1967), deutscher Journalist
- Hans Lohmann (Zoologe) (1863–1934), deutscher Zoologe
- Hans Lohmann (General) (1882–1964), deutscher Generalleutnant
- Hans Lohmann (Ingenieur) (1898–1989), deutscher Ingenieur und Hochschullehrer für Ingenieurpädagogik
- Hans Lohmann (Fotograf) (1904–nach 1994), deutscher Fotograf
- Hans Lohmann (Fußballspieler) (* 1930), deutscher Fußballspieler
- Hans Lohmann (Archäologe) (1947–2023), deutscher Archäologe
- Hans-Martin Lohmann (1944–2014), deutscher Publizist und Herausgeber
- Hartwig Lohmann (um 1590/95–nach 1639, vermutlich vor 1642), deutscher Schreiber, Arzt und Laientheologe
- Heinrich Lohmann (1902–1979), deutscher Widerstandskämpfer gegen den Nationalsozialismus
- Heinrich Carl Lohmann (1892–1959), deutscher Heimatforscher
- Heinz Lohmann (Mediziner) (1907–1971), deutscher Mediziner und NS-Funktionär
- Heinz Lohmann (Musiker) (1934–2001), deutscher Organist und Komponist
- Heinz Lohmann (Unternehmer) (* 1948), deutscher ehemaliger Vorstandsvorsitzender des Landesbetriebs Krankenhäuser (LBK), Hamburg
- Helene Lohmann (1784–1866), deutsche Unternehmerin und Frauenrechtlerin
- Henning Lohmann, deutscher Soziologe

### I
- Ilse Lohmann (Juristin) (* 1960), deutsche Juristin, Richterin am Bundesgerichtshof
- Ilse Lohmann (Tischtennisspielerin), deutsche Tischtennisspielerin
- Ingrid Lohmann (* 1953), deutsche Pädagogin, Hochschullehrerin an der Universität Hamburg

### J
- Jacob Lohmann (* 1974), dänischer Schauspieler
- Jens Lohmann (* 1966), deutscher Violinist
- Jesper Lohmann (* 1960), dänischer Schauspieler
- Joachim Lohmann (* 1935), deutscher Politiker (SPD), MdL
- Johann Friedrich Lohmann (1755–1824), deutscher Stahlfabrikant, siehe Friedrich Lohmann (Unternehmer, 1755)
- Johann Georg Lohmann (1830–1892), deutscher Kaufmann und Reedereimanager
- Johann Georg Lohmann (Politiker) (1897–1975), deutscher Jurist und Politiker (FDP)
- Johanne Lohmann (1902–2000), deutsche Politikerin (FDP)
- Johanne Friederike Lohmann (1749–1811), deutsche Schriftstellerin, siehe Friederike Lohmann
- Johannes Lohmann (1895–1983), deutscher Sprachwissenschaftler
- Josef Lohmann (* 1932), deutscher Dirigent und Chorleiter
- Joseph Lohmann (1799–1858), deutscher Richter und Politiker
- Julia Lohmann (* 1951), deutsche Malerin und Bildhauerin
- Juliana Lohmann (* 1989), brasilianische Schauspielerin und Model

### K
- Karl Lohmann (Politiker) (1866–1946), deutscher Politiker (Alldeutscher Verband, DNVP), MdR
- Karl Lohmann (Theologe) (1878–1945), deutscher Theologe und evangelischer Geistlicher
- Karl Lohmann (Biochemiker) (1898–1978), deutscher Biochemiker
- Karl Lohmann (Ökonom) (* 1939), deutscher Wirtschaftswissenschaftler
- Katie Lohmann (* 1980), US-amerikanische Schauspielerin, Model und Playmate
- Klaus Lohmann (Politiker) (* 1936), deutscher Politiker (SPD)
- Klaus Lohmann (Offizier), deutscher Offizier

### L
- Lars Lohmann (* 1947), dänischer Schauspieler
- Lisa Lohmann (* 2000), deutsche Skilangläuferin
- Lise Lotte Lohmann (* 1956), dänische Schauspielerin
- Ludger Lohmann (* 1954), deutscher Organist

### M
- Manuel Lohmann (* 1988), deutscher Beachvolleyballspieler
- Martin Lohmann (* 1957), deutscher katholischer Publizist und Journalist
- Martin Lohmann (Wirtschaftswissenschaftler) (1901–1993), deutscher Wirtschaftswissenschaftler
- Melinda Florina Lohmann (* 1985), Schweizer Juristin und Hochschullehrerin
- Mona Lohmann (* 1992), deutsche Fußballspielerin

### O
- Otto Josef Lohmann (1838–1916), deutscher römisch-katholischer Geistlicher

### P
- Paul Lohmann (1858–1955), deutscher Unternehmensgründer, siehe Dr. Paul Lohmann
- Paul Lohmann (Sänger) (1894–1981), deutscher Sänger (Bariton), Gesangspädagoge und Musikschriftsteller
- Paul Lohmann (Politiker) (1902–1953), deutscher Politiker (SPD)
- Paul Lohmann (Kameramann) (1926–1995), US-amerikanischer Kameramann
- Peter Lohmann (* 1950), deutscher Verleger
- Polly Lohmann (* 1987), deutsche Klassische Archäologin

### R
- Rainer Lohmann, deutscher Umweltchemiker und Hochschullehrer für Ozeanographie
- Richard Lohmann (1881–1935), deutscher Lehrer, Journalist und Politiker (SPD), MdL Preußen
- Rolf Lohmann (* 1963), deutscher römisch-katholischer Geistlicher, Weihbischof in Münster
- Rudolf Lohmann (Theologe) (1825–1879), deutscher evangelischer Geistlicher und Theologe
- Rudolf Lohmann (1891–1967), deutscher Unternehmer und Arbeitgebervertreter

### S
- Sandro Lohmann (* 1991), deutscher Schauspieler
- Sven Lohmann (* 1974), deutscher Journalist und Korrespondent
- Sydney Lohmann (* 2000), deutsche Fußballspielerin

### T
- Theodor Lohmann (1831–1905), deutscher Verwaltungsjurist und Sozialreformer

### U
- Ulla Lohmann (* 1977), deutsche Fotojournalistin und Dokumentarfilmerin
- Ulrike Lohmann (* 1966), deutsche Atmosphärenphysikerin
- Ursula Lohmann (* 1949), deutsche Politikerin (SPD), MdHB
- Uwe Lohmann (* 1959), deutscher Politiker (SPD)

### W
- Walter Lohmann (Politiker, 1861) (1861–1947), deutscher Jurist und Politiker (DVP)
- Walter Lohmann (Marineoffizier) (1878–1930), deutscher Marineoffizier
- Walter Lohmann (Vizeadmiral) (1891–1955), deutscher Vizeadmiral
- Walter Lohmann (Rennfahrer), deutscher Motorradrennfahrer und Unternehmer, Gründer von Louis Motorrad
- Walter Lohmann (Radsportler) (1911–1993), deutscher Radrennfahrer
- Walter Lohmann (Politiker, 1927) (1927–1996), deutscher Gewerkschafter und Politiker (SPD), MdHB
- Wilhelm Lohmann (Schriftsteller) († 1822), deutscher Schriftsteller, Übersetzer und Buchhändler
- Wilhelm Lohmann (Mediziner) (1834–1898), deutscher Arzt
- Wilhelm Lohmann (Heimatforscher) (1870–1943), deutscher Lehrer und Heimatforscher
- Willy Lohmann (Politiker) (1883–1945), deutscher Schulbeamter und Politiker (DDP), MdL Anhalt
- Willy Lohmann (Maler) (Wilhelm Lohmann; 1883–1959), deutscher Maler und Grafiker
- Wolfgang Lohmann (Sportwissenschaftler) (1930–2011), deutscher Sportwissenschaftler und Hochschullehrer
- Wolfgang Lohmann (Politiker) (* 1935), deutscher Politiker (CDU)
- Wolfgang Lohmann (Polizist) (* 1957), deutscher Polizist